# Индийско-ирландские отношения
Индийско-ирландские отношения, также известные как индо-ирландские, представляют собой двусторонние связи между Индией и Ирландией. Обе страны были когда-то колониями Британской империи, и у них был общий враг. В результате между национальными движениями за независимость в обеих странах возникло множество связей. Многие положения Конституции Индии были вдохновлены ирландским аналогом — Конституцией Ирландии. Кроме того, правительства регулярно обмениваются визитами. Укрепление индо-ирландских отношений также происходило благодаря таким выдающимся личностям, как Джавахарлал Неру, Имон де Валера, Рабиндранат Тагор, У. Б. Йейтс, Джеймс Джойс, сестра Ниведита и Анни Безант.

## Формирование отношений
В период борьбы за независимость от колониального правления, индийские и ирландские «националистические движения были связаны общей историей восстаний против британской колонизации». Исследования часто сравнивают с двумя периодами борьбы за независимость. Известно, что Джавахарлал Неру и Имон де Валера, лидеры движения за независимость, поддерживали связь друг с другом. Также было отмечено, что Виталбхай Патель и Субхас Чандра Боуз имели отношения с лидерами ирландских националистов. Самой прочной связью между ними была Анни Безант, происходившая из ирландской семьи, но твердо выступавшая за самоуправление Индии. В 1916 году она основала Лигу гомруля, чтобы создать модель борьбы за независимость Индии по примеру Ирландии. Обе страны имели тесные экономические, политические и стратегические связи с Британской империей. В обоих случаях борьба за независимость привела к возникновению других движений за освобождение в пределах Британской империи. Пословица XVI века гласила: «Тот, кто хочет завоевать Англию, должен начать с Ирландии». Это утверждение было подтверждено словами лорда Керзона: «Пока мы управляем Индией, мы остаёмся величайшей державой в мире. Если мы потеряем её, то сразу же превратимся в третьеразрядную державу». Лорд Солсбери, возможно, пророчески заметил: «Ирландию, как и Индию, нужно удерживать убеждением, если не силой». Стремление к прогрессу ирландских католиков, индийских мусульман и индуистов способствовало развитию культурного национализма и автономных требований обеих наций.
В XIX и XX веках многие ирландцы выбрали карьеру на государственной службе в Индии и в британской индийской армии. Среди них был сэр Майкл О’Двайер — известный государственный служащий, который занимал пост вице-губернатора Пенджаба во время трагедии в Джаллианвала Багх в Амритсаре. В этот период в Индии также активно трудились многочисленные ирландские миссионеры, учителя, врачи и инженеры.

## Формальные отношения
Взаимное признание между Индией и Ирландией произошло в 1947 году, сразу после обретения Индией независимости. Однако дипломатический обмен начался позже. В 1947 году Индия уже имела неофициального представителя в лице Кришна Менона, который в 1949 году был официально назначен послом. Менон, работавший из Верховного комиссариата Индии в Лондоне, открыл посольство в Ирландии в 1951 году. Ирландия последовала его примеру в 1964 году, назначив Уильяма Уорнока первым послом в Индии. В том же году, чтобы отметить это событие, по приглашению президента Ирландии Имона де Валеры, Ирландию посетил президент Индии, д-р Сарвепалли Радхакришнан. Ирландия имеет генеральные консульства в городах Мумбаи, Калькутте, Ченнаи и Бангалоре.

## Экстравагантные связи
Взрыв самолёта авиакомпании Air India под Корком 23 июня 1985 года стал толчком к развитию отношений, которые выходят за рамки политических разногласий. В частности, это касается семей индийцев и выходцев из Непалы, которые были связаны с Ахакистой и графством Корк. Свидетельством этих связей служит элегантный мемориал в деревне, а открытие мемориального фонда Имона де Валера в столице Индии также способствовало укреплению этих отношений.

## Ирландская благотворительность
Ежегодно Индии выделяется около 5 миллионов евро. Значительная часть этих средств направляется через крупные ирландские неправительственные организации (НПО), такие как Trócaire, Goal и Concern. Кроме того, некоторые агентства, которые пополняют фонды ирландской помощи из собственных ресурсов, реализуют крупномасштабные программы в регионах, где они сосредоточены, например, в Одише и Западной Бенгалии. Дополнительные средства выделяются для второй категории ирландских и международных НПО через Фонд гражданского общества. Эти организации финансируют отдельные проекты и программы. Правительство Ирландии также выделяет дополнительные средства для поддержки деятельности гражданского общества коренных народов в стране. Посольство Ирландии реализует ряд инициатив и стратегий, направленных на то, чтобы ресурсы были использованы максимально эффективно в борьбе с бедностью в некоторых беднейших районах Индии. Среди наиболее заметных социальных мероприятий в Индии стоит отметить строительство колодцев в школах для девочек, которое было осуществлено одной неправительственной организацией с использованием средств ирландской помощи. Эта инициатива помогла достичь двойной цели — обеспечить доступ к чистой воде и способствовать образованию для девочек.

## Экономические отношения
В 2007 году товарооборот между двумя странами увеличился с 363,5 млн евро в 2005 году до 447,3 млн евро. При этом экспорт Индии был выше, чем импорт, по крайней мере, за этот период. В 2007-м объём экспорта составил 279,8 млн евро, а импорта — 167,5 млн евро.
Индийский экспорт включал одежду, текстильную пряжу, а также медицинские и фармацевтические товары. В то же время Индия импортировала телекоммуникационное и звуковое оборудование, автоматические машины для обработки данных и другие промышленные товары.
В сфере фармацевтики в Индии успешно работают такие компании, как Ranbaxy Laboratories, Wockhardt Group и Reliance Life Sciences. Они тесно сотрудничают с TCS и другими ИТ-фирмами, что способствует развитию этой отрасли. Ирландские компании также активно представлены в Индии, охватывая разнообразные направления: ИТ-услуги, банковское дело, видеоигры, разведку нефти, средства массовой информации, а также MetPro Group, компании по недвижимости, цементные производства, пищевую промышленность и разработку программного обеспечения.
Кроме того, в 2006 году, во время визита Ахерна в Индию, было подписано Соглашение о научно-техническом сотрудничестве. Также сообщалось, что около 1000 индийских студентов обучаются в Ирландии, а общее количество индийцев и лиц без гражданства, проживающих в Ирландии, составляет от 20 000 до 25 000 человек, из которых 16 000-18 000 являются гражданами Индии.
Ирландско-Индийский совет также стремится укрепить деловые отношения между двумя странами. Его цели включают в себя расширение контактов между людьми, культурный обмен, основанный на взаимном уважении, и, что особенно важно, взаимодействие между предприятиями. Совет был создан для предоставления следующих услуг:
- Налаживание связей в различных секторах бизнеса как в Индии, так и в Ирландии;
- Оказание помощи своим членам в открытии и ведении бизнеса в Индии и наоборот;
- Содействие организации поездок для своих членов;
- Организация семинаров и конференций для участников;
- Обеспечение культурного просвещения и обучения для сотрудников и руководителей компаний.

Ирландско-Индийская бизнес-ассоциация (IIBA) была основана в мае 2008 года для содействия развитию торговых отношений между ирландскими и индийскими компаниями.

## Культурные связи
В ноябре 2012 года, во время визита в Индию в составе делегации из 16 университетов, министр образования и профессиональной подготовки Сиаран Кэннон отметил, что между двумя странами существуют давние связи. Он также подчеркнул, что многие ирландские миссионеры руководят школами в Индии. Сиаран Кэннон выразил желание установить прочные образовательные отношения с Индией. По его словам, не только индийские студенты должны приезжать в Ирландию, но и ирландские студенты должны иметь возможность учиться в Индии. Он подчеркнул, что для успешного роста Ирландии необходима торговля, и если наши студенты будут активно участвовать в международной деятельности, это будет способствовать развитию страны. В связи с этим, министр объявил о предоставлении ряда стипендий для индийских студентов, желающих обучаться в Ирландии. Менеджер по международному образованию в IUA Шинейд Люси отметила: «Выбор Ирландии в качестве места для обучения является весьма разумным решением для студентов, специализирующихся в таких областях, как информационные технологии, фармацевтика и пищевая промышленность, где наблюдается нехватка квалифицированных кадров для заполнения вакансий. На самом деле, Ирландия активно ищет выпускников в Индии, чтобы удовлетворить некоторые из этих потребностей. Кроме того, в Ирландии представлено уникальное количество транснациональных компаний, которое вы не встретите в других странах. Эти компании продолжают создавать рабочие места для квалифицированных специалистов, что открывает новые горизонты для студентов.» Заманчивые перспективы работы в Ирландии также включают возможность продления виз и подачи заявлений на получение вида на жительство и гражданства, что делает Ирландию привлекательным выбором для тех, кто стремится к долгосрочным целям.

## Двусторонние визиты
Известные индийские политики, которые посещали Ирландию:
- Премьер-министр Джавахарлал Неру: в 1949 и 1956 годах;
- Президент Сарвепалли Радхакришнан: в 1964 году;
- Президент Нилам Санджива Редди: в 1982 году;
- Премьер-министр Нарендра Моди: в 2015 году;
- Министр иностранных дел д-р С. Джайшанкар: запланирован на 2025 год.

В разные годы в Индию с визитом приезжали представители Ирландии:
- Президент Ирландии Имон де Валера, 1948 год;
- Президент Ирландии Патрик Хиллери, 1978 год;
- Президент Ирландии Мэри Робинсон, 1993 год;
- Премьер-министр Ирландии Гаррет Фитцджеральд, 1984 год;
- Премьер-министр Ирландии Берти Ахерн, 2006 год.